# Servas (Ain)
Pour les articles homonymes, voir Servas.
Servas est une commune française, située dans le département de l'Ain en région Auvergne-Rhône-Alpes.

## Géographie

### Climat
Pour des articles plus généraux, voir Climat d'Auvergne-Rhône-Alpes et Climat de l'Ain.
En 2010, le climat de la commune est de type climat océanique dégradé des plaines du Centre et du Nord, selon une étude du CNRS s'appuyant sur une série de données couvrant la période 1971-2000. En 2020, Météo-France publie une typologie des climats de la France métropolitaine dans laquelle la commune est dans une zone de transition entre le climat semi-continental et le climat de montagne et est dans la région climatique Bourgogne, vallée de la Saône, caractérisée par un bon ensoleillement (1 900 h/an), un été chaud (18,5 °C), un air sec au printemps et en été et des vents faibles.
Pour la période 1971-2000, la température annuelle moyenne est de 11,1 °C, avec une amplitude thermique annuelle de 17,6 °C. Le cumul annuel moyen de précipitations est de 1 056 mm, avec 11 jours de précipitations en janvier et 7,8 jours en juillet. Pour la période 1991-2020, la température moyenne annuelle observée sur la station météorologique de Météo-France la plus proche, sur la commune de Marlieux à 10 km à vol d'oiseau, est de 12,2 °C et le cumul annuel moyen de précipitations est de 909,1 mm,. Pour l'avenir, les paramètres climatiques de la commune estimés pour 2050 selon différents scénarios d'émission de gaz à effet de serre sont consultables sur un site dédié publié par Météo-France en novembre 2022.

## Urbanisme

### Typologie
Au 1er janvier 2024, Servas est catégorisée bourg rural, selon la nouvelle grille communale de densité à 7 niveaux définie par l'Insee en 2022.
Elle est située hors unité urbaine. Par ailleurs la commune fait partie de l'aire d'attraction de Bourg-en-Bresse, dont elle est une commune de la couronne,. Cette aire, qui regroupe 80 communes, est catégorisée dans les aires de 50 000 à moins de 200 000 habitants,.

### Occupation des sols
L'occupation des sols de la commune, telle qu'elle ressort de la base de données européenne d’occupation biophysique des sols Corine Land Cover (CLC), est marquée par l'importance des territoires agricoles (70,9 % en 2018), en diminution par rapport à 1990 (75,1 %). La répartition détaillée en 2018 est la suivante :
zones agricoles hétérogènes (27,3 %), prairies (24,2 %), terres arables (19,3 %), forêts (18,4 %), zones urbanisées (6,5 %), eaux continentales (4,1 %).
L'évolution de l’occupation des sols de la commune et de ses infrastructures peut être observée sur les différentes représentations cartographiques du territoire : la carte de Cassini (XVIIIe siècle), la carte d'état-major (1820-1866) et les cartes ou photos aériennes de l'IGN pour la période actuelle (1950 à aujourd'hui).

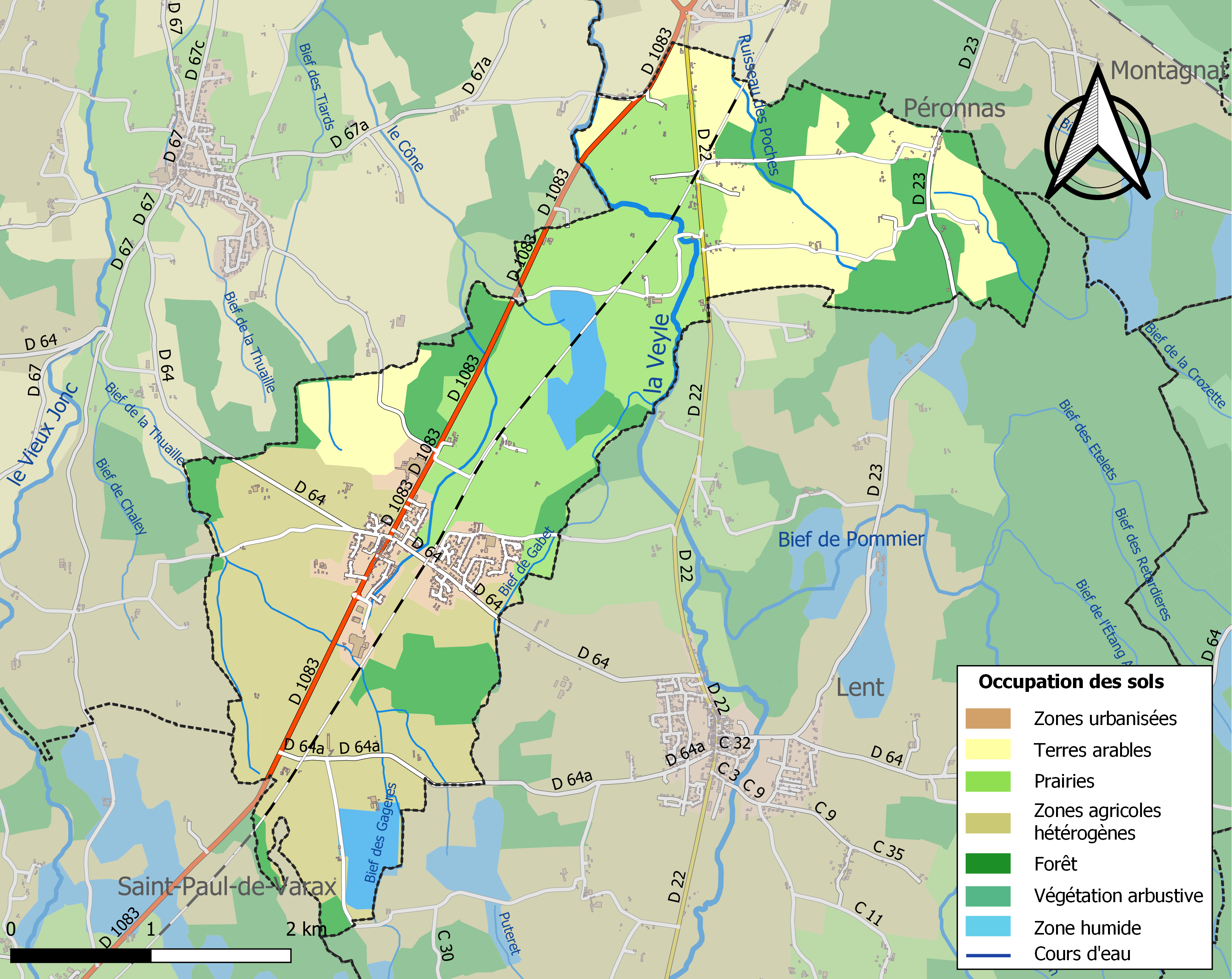
Carte des infrastructures et de l'occupation des sols de la commune en 2018 (CLC).

## Politique et administration

### Découpage territorial
La commune de Servas est membre de la communauté d'agglomération du Bassin de Bourg-en-Bresse, un établissement public de coopération intercommunale (EPCI) à fiscalité propre créé le 1er janvier 2017 dont le siège est à Bourg-en-Bresse. Ce dernier est par ailleurs membre d'autres groupements intercommunaux.
Sur le plan administratif, elle est rattachée à l'arrondissement de Bourg-en-Bresse, au département de l'Ain et à la région Auvergne-Rhône-Alpes. Sur le plan électoral, elle dépend du  canton de Ceyzériat pour l'élection des conseillers départementaux, depuis le redécoupage cantonal de 2014 entré en vigueur en 2015, et de la quatrième circonscription de l'Ain  pour les élections législatives, depuis le dernier découpage électoral de 2010.

### Administration municipale
| Période  | Période  | Identité        | Étiquette     | Qualité        |
| -------- | -------- | --------------- | ------------- | -------------- |
| 1980     | 2008     | Antoine Cornet  |               |                |
| 2008     | 2020     | Gérard Gavillon | Divers Droite |                |
| mai 2020 | En cours | Serge Guérin    |               | Cadre de santé |

### Tendances politiques et résultats
| Scrutin             | Scrutin             | 1er tour | 1er tour | 1er tour | 1er tour | 1er tour    | 1er tour | 1er tour | 1er tour   | 1er tour | 1er tour | 1er tour | 1er tour | 2d tour | 2d tour | 2d tour | 2d tour | 2d tour | 2d tour |
| Scrutin             | Scrutin             | 1er      | 1er      | %        | 2e       | 2e          | %        | 3e       | 3e         | %        | 4e       | 4e       | %        | 1er     | 1er     | %       | 2e      | 2e      | %       |
| ------------------- | ------------------- | -------- | -------- | -------- | -------- | ----------- | -------- | -------- | ---------- | -------- | -------- | -------- | -------- | ------- | ------- | ------- | ------- | ------- | ------- |
| Présidentielle 2017 | Présidentielle 2017 |          | FN       | 36,08    |          | EM          | 20,66    |          | LFI        | 14,97    |          | LR       | 14,07    |         | FN      | 55,16   |         | EM      | 44,84   |
| Présidentielle 2022 | Présidentielle 2022 |          | RN       | 35,23    |          | LREM        | 25,79    |          | LFI        | 13,04    |          | REC      | 6,60     |         | RN      | 54,72   |         | LREM    | 45,28   |
| Législatives 2022   | 4e                  |          | RN       | 29,60    |          | LFI (NUPES) | 19,40    |          | LREM (ENS) | 15,92    |          | LR       | 10,70    |         | RN      | 64,67   |         | LFI     | 35,33   |
| Législatives 2024   | 4e                  |          | RN       | 49,91    |          | HOR (ENS)   | 20,96    |          | EELV (NFP) | 20,43    |          | LR       | 7,10     |         | RN      | 57,25   |         | HOR     | 42,75   |

## Démographie
L'évolution du nombre d'habitants est connue à travers les recensements de la population effectués dans la commune depuis 1793. Pour les communes de moins de 10 000 habitants, une enquête de recensement portant sur toute la population est réalisée tous les cinq ans, les populations de référence des années intermédiaires étant quant à elles estimées par interpolation ou extrapolation. Pour la commune, le premier recensement exhaustif entrant dans le cadre du nouveau dispositif a été réalisé en 2004.
En 2022, la commune comptait 1 287 habitants, en évolution de +3,71 % par rapport à 2016 (Ain : +5,15 %, France hors Mayotte : +2,11 %).
| 1793 | 1800 | 1806 | 1821 | 1831 | 1836 | 1841 | 1846 | 1851 |
| ---- | ---- | ---- | ---- | ---- | ---- | ---- | ---- | ---- |
| 395  | 319  | 386  | 361  | 364  | 352  | 375  | 412  | 431  |

| 1856 | 1861 | 1866 | 1872 | 1876 | 1881 | 1886 | 1891 | 1896 |
| ---- | ---- | ---- | ---- | ---- | ---- | ---- | ---- | ---- |
| 421  | 428  | 457  | 448  | 432  | 426  | 474  | 459  | 474  |

| 1901 | 1906 | 1911 | 1921 | 1926 | 1931 | 1936 | 1946 | 1954 |
| ---- | ---- | ---- | ---- | ---- | ---- | ---- | ---- | ---- |
| 432  | 409  | 422  | 399  | 392  | 390  | 370  | 381  | 383  |

| 1962 | 1968 | 1975 | 1982 | 1990 | 1999 | 2004  | 2006  | 2009  |
| ---- | ---- | ---- | ---- | ---- | ---- | ----- | ----- | ----- |
| 413  | 439  | 539  | 818  | 879  | 914  | 1 047 | 1 135 | 1 188 |

| 2014  | 2019  | 2022  | - | - | - | - | - | - |
| ----- | ----- | ----- | - | - | - | - | - | - |
| 1 206 | 1 280 | 1 287 | - | - | - | - | - | - |

## Économie
- La commune compte deux importantes usines situées à chaque extrémité du village : l'usine fromagère Bresse Bleu, du groupe Savencia, au nord et un centre de développement et une usine de Saint-Gobain Weber du groupe Saint-Gobain, au sud. Le village, traversé par la route de Bourg-en-Bresse à Lyon, compte de nombreux restaurants pour une clientèle de passage. Dans le cadre de l'économie sociale et solidaire, Emmaüs France y gère un dépôt-vente du fait de la présence d'une communauté Emmaüs depuis 1991[22].

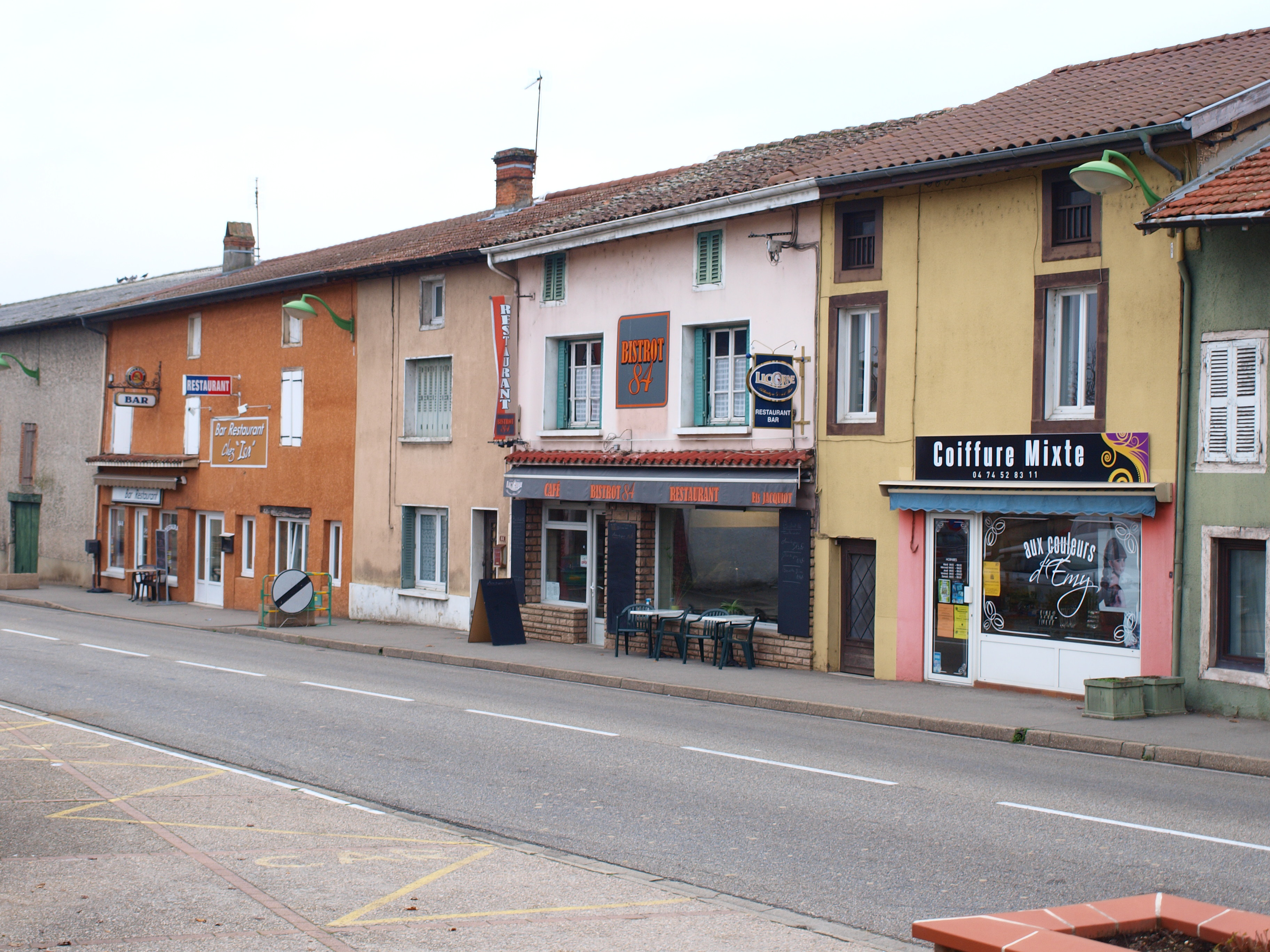
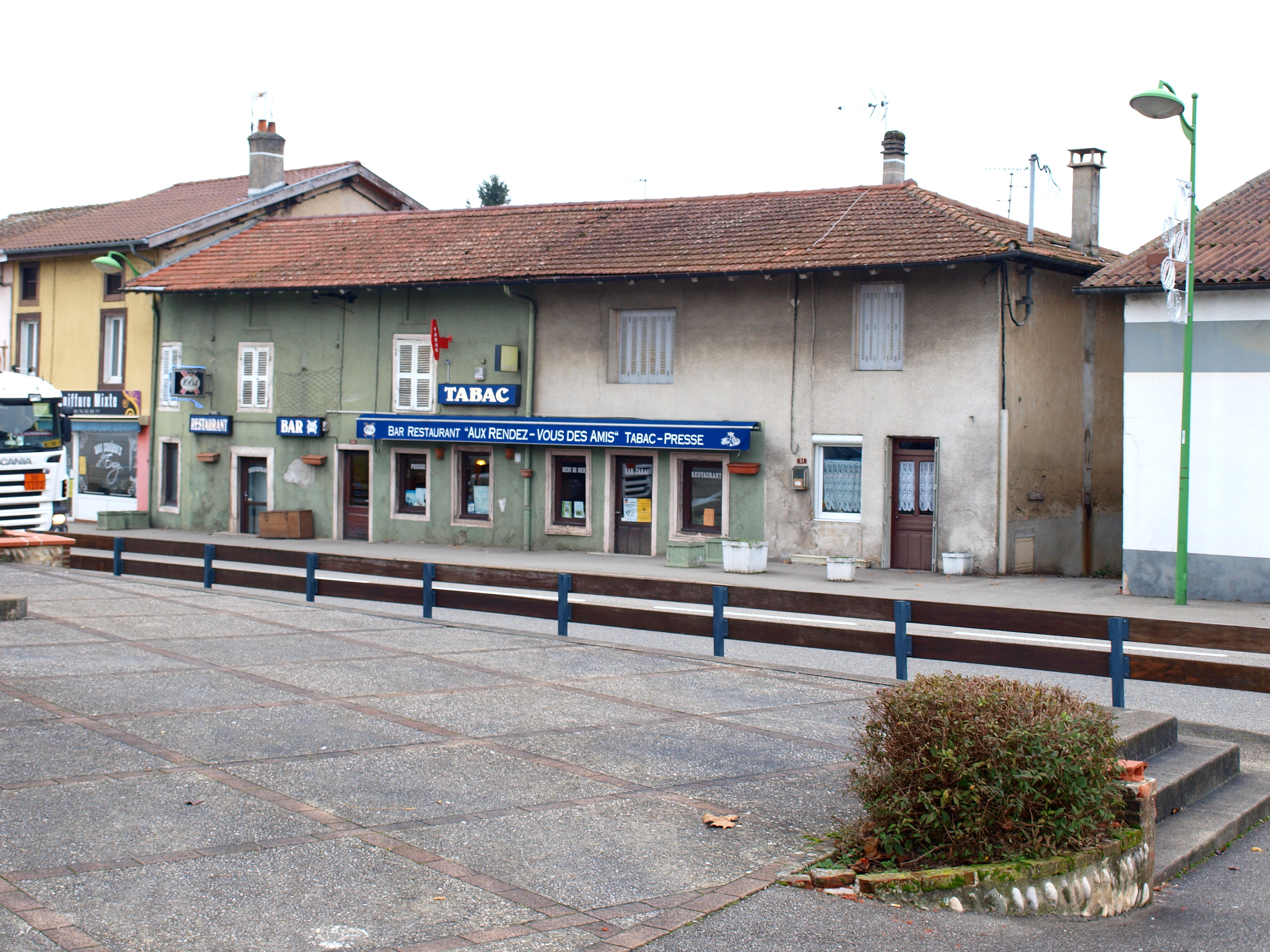
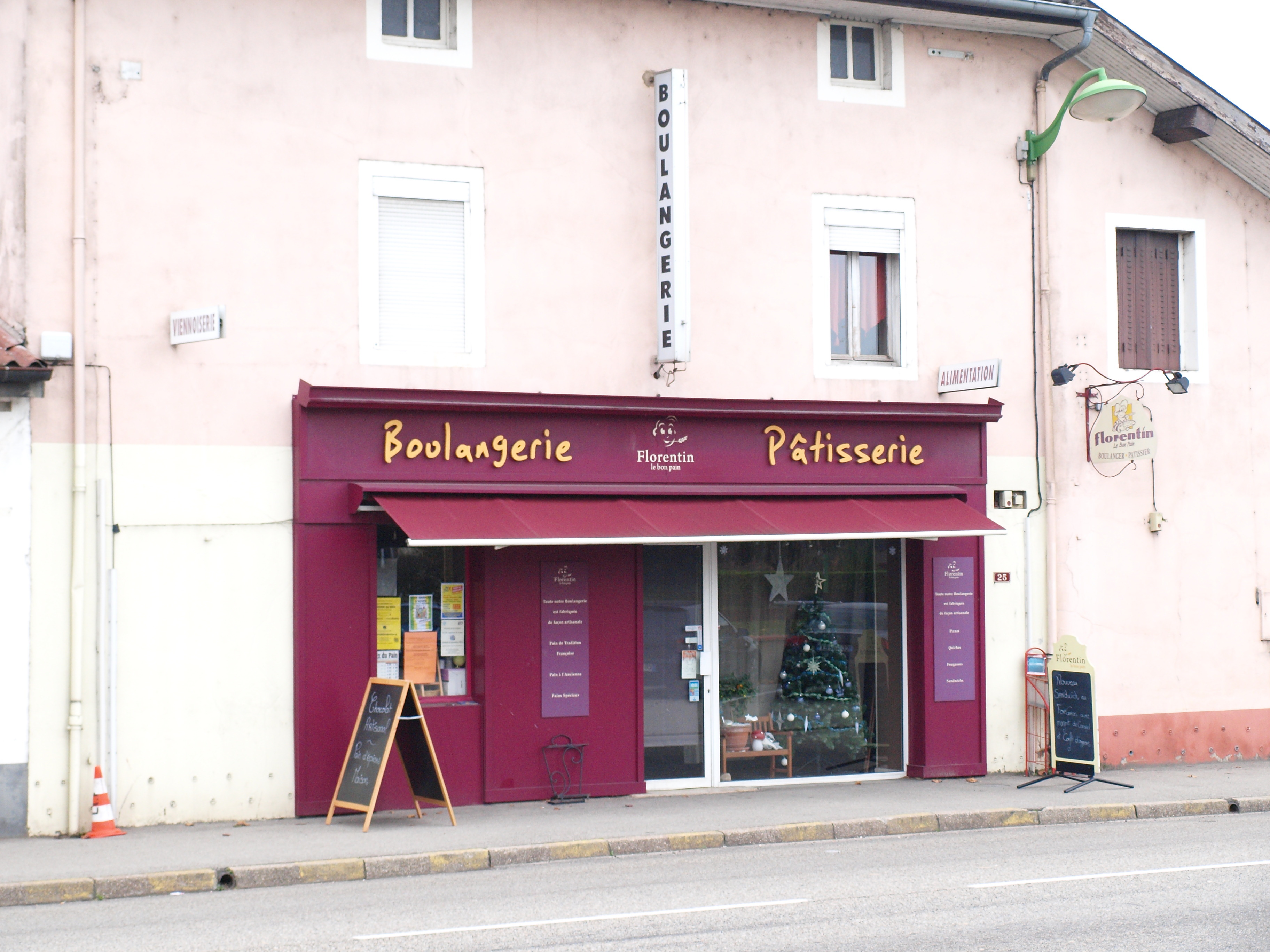
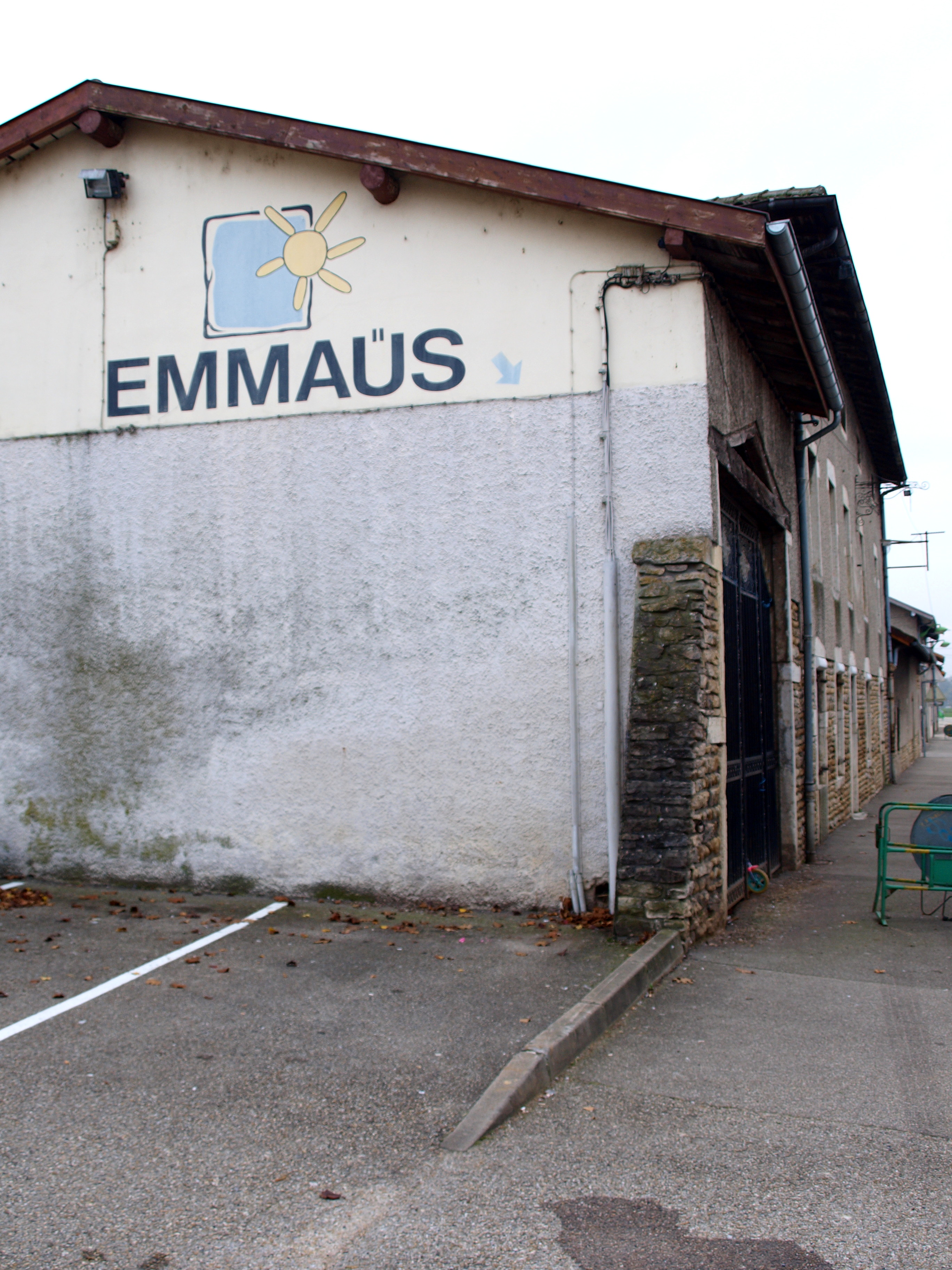

## Culture et patrimoine

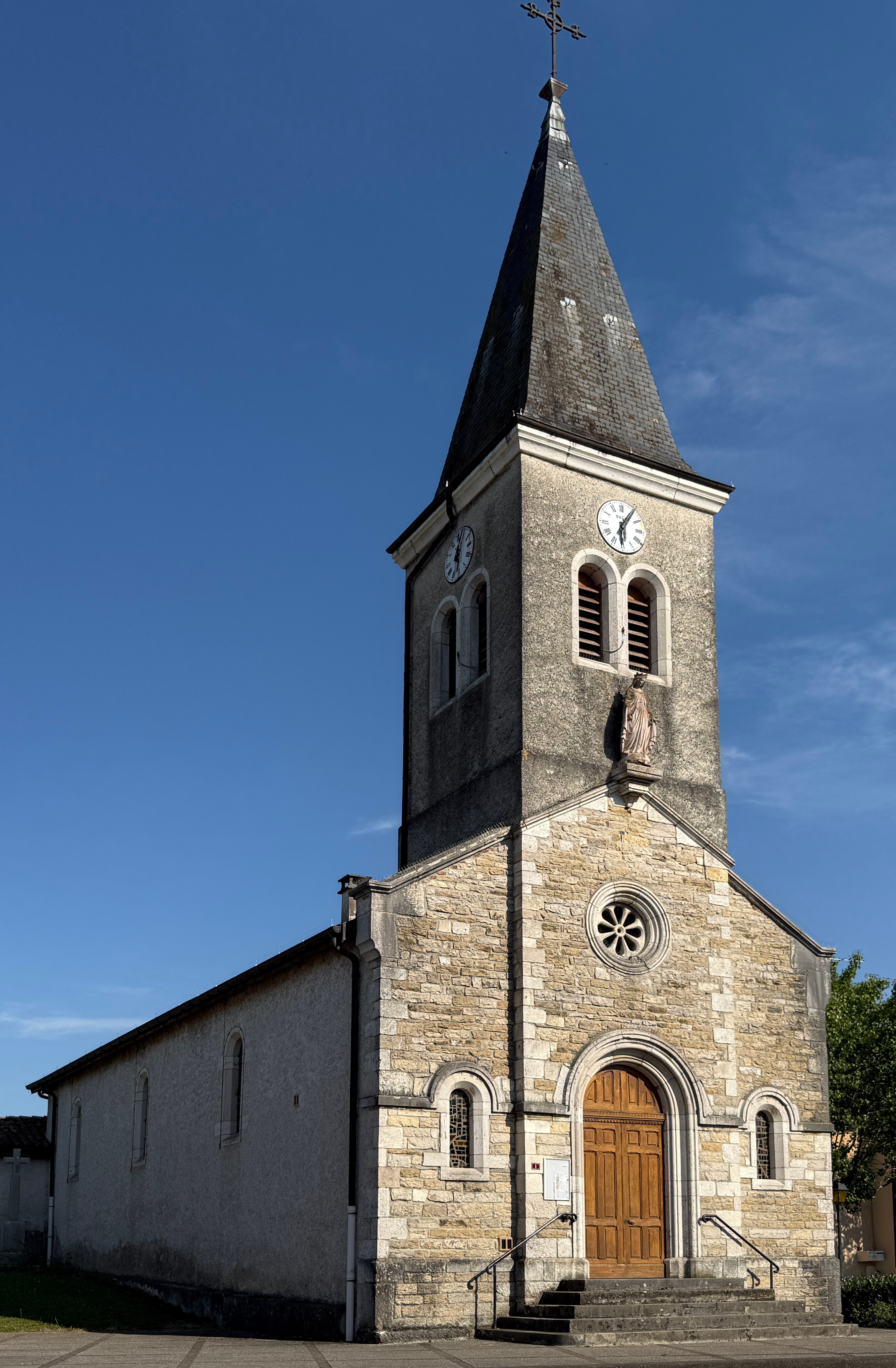
Église Saint-Georges.

### Lieux et monuments
- Gare de Servas - Lent.
- Église Saint-Georges de Servas.

### Personnalités liées à la commune
- Daniel Perret (né le 13 juin 1955 à Bourg-en-Bresse), champion de France amateur de cyclo-cross en 1979 et 1983, est agriculteur sur la commune[23].

### Héraldique
| Armes de Servas | Les armes de Servas se blasonnent ainsi : D'or à la devise ondée d'azur accompagnée de trois arbres mal ordonnés de sinople, soutenue d'une pointe de gueules chargée de deux clefs du champ passées en sautoir, à la chape d'azur chargée à dextre de trois fleurs de lys d'or et d'un bâton péri en bande de gueules et à senestre d'un lion d'hermine. |